# 1. oklepna brigada (JLA)
Za druge 1. brigade glejte 1. brigada.
1. oklepna brigada je bila oklepna brigada v sestavi Jugoslovanske ljudske armade (JLA).
Leta 1991, med slovensko osamosvojitveno vojno, je bila to najmočnejša vojaška enota JLA 14. korpusa in 5. vojaškega območja ter druga najmočnejša enota te velikosti celotne JLA.

## Zgodovina

### Slovenska osamosvojitvena vojna
Kot najmočnejša enota 14. korpusa je brigada 27. junija ob 00.30 dobila ukaz poveljstva korpusa, da posreduje proti Sloveniji. Od celotne brigade sta dobila ukaz za premik le izvidniška četa, ki naj bi prodrla do Kranja, kjer naj bi se združila s 61. gorskim bataljonom in skupaj z njim zasedla mejne prehode Rateče, Korensko sedlo, Ljubelj, Jezersko ter Hrušica; 1. tankovski bataljon pa je dobil nalogo, da zavaruje letališče Brnik.
Ob 02:30 sta se enoti odpravili iz Vojašnice Ivana Cankarja - izvidniška četa kot enotna formacija, tankovski bataljon pa se je razdelil v dve koloni: 1.) Vrhnika-Log-Brezovica-Dobrova-Toško Čelo-Šentvid-letališče Brnik in 2.) Vrhnika-avtocesta-Ljubljana (zahodna obvoznica)-Črnuče-Trzin-Mengeš-Moste-letališče Brnik. Tankovski bataljon je že na začetku naletel na težave; še preden je zapustil vojašnico, se je pokvaril tank poveljnika brigade, tako da ga je ta moral pustiti v vojašnici in prisesti v oklepni transporter M-80. Kolona je nato prišla do Brezovice, kjer pa je naletela na barikado iz osebnih avtomobilov; večina enote je prešla barikado brez težav, toda en tank je obtičal v obcestnem jarku in enota je izgubila prevozno poljsko kuhinjo (prikolica). Ista kolona je nato zgrešila pot in zapeljala na samo Toško čelo, namesto da bi na Prevalu pod Toškim čelom zavili proti Šentvidu; zaradi ozkega cestišča je enota pri obračanju izgubila še dva tanka. V Šentvidu je kolona naletela na drugo barikado, a jo je tokrat prečkala brez izgub. V vodiškem gozdu so naleteli na tretjo barikado, a so tudi to uspeli prečkati. Druga kolona, ki ji je poveljeval namestnik poveljnika bataljona in je bila namenjena čez Trzin, je prav tako naletela na težave. Prvo barikado je prečkala na cesti Ljubljana-Zagreb, toda pri Brdu je naletela na močnejšo barikado. Kolona je tu izgubila vse tovornjake in avtomobile, s tem pa tudi vso oskrbo. Tanki in oklepni transporterji so lahko prečkali novo oviro, dokler niso prišli do Trzina. Tu je kolona naletela na novo barikado, kjer so izgubili tri oklepne transporterja, ki so se zagozdili. Večina vozil je vseeno nadaljevala pot in se nato pred letališčem Brnik združila s prvo kolono, na koncu pa so vsa obstala pred zadnjo barikado. Istega popoldneva je izbruhnila bitka za letališče Brnik, toda tankisti niso uspeli zaseči celotnega letališča. 4. julija je bil dosežen dogovor, s katerim se je tankovski bataljon umaknil nazaj v vojašnico pod nadzorom slovenskih sil.
2. julija je sledil drugi izpad dela brigade iz vojašnice. Tokrat je najprej vojno letalstvo napadlo blokado v Vrhniki, nakar je ob 15:40 2. oklepni bataljon (20 tankov in 8 oklepnih transporterjev) zapustil vojašnico z namenom, da prodre do Logatca. Celotni bataljon je bil zaustavljen pred barikado pri Cestarju, kjer so ga pripadniki TO RS tudi napadli in poškodovali dva tanka. Ker je poveljstvo brigade spredvidelo, da preboj ni mogoč, se je bataljon 3. julija ob 20:00 vrnil nazaj v vojašnico. Istega dne (3. julij) je sledil tretji izpad. Tokrat je 1. četa 3. oklepnega bataljona (7 tankov) ob 17:40 zapustila vojašnico z namenom, da prodre do Sinje gorice. Toda tudi ta izpad se je končal neuspešno, ko je bila četa zaustavljena pri nadvozu Sinja gorica. Tudi tu so teritorialci poškodovali dva tanka in četa se je ob 18:30 vrnila v vojašnico.

## Organizacija
1991
- poveljstvo

- namestitveni vod
- četa za zvezo
- vod ABKO
- izvidniška četa
- četa vojaške policije

- 1. oklepni bataljon
- 2. oklepni bataljon
- 3. oklepni bataljon
- 1. motorizirani bataljon
- MAD - "Mješoviti artiljerijski divizijon"
- SLARD - "Samohodni artiljerijsko-raketni divizijon"
- inžinjerski bataljon